# 배뱀배뱀뱀뱀파이어
배뱀배뱀뱀뱀파이어(Baban Baban Ban Vampire, 일본어: ババンババンバンバンパイア)는 오쿠지마 히로마사가 쓰고 그린 일본 만화 시리즈이다. 2021년 10월 아키타 쇼텐의 소년 만화 잡지 별책 소년 챔피언에서 연재를 시작했다. 가이나가 제작한 TV 애니메이션 시리즈 각색판은 2025년 1월 첫 방송 예정이며, 실사 영화 각색판은 2025년 2월 일본 극장에서 개봉될 예정이다.

## 성우
- 나미카와 다이스케
- 코바야시 유스케 (성우)
- 가자마 마유코
- 야시로 타쿠
- 나카무라 유이치 (성우)
- 코니시 카츠유키
- 세키네 아키라